# Lumière al millor guió
El Lumière al millor guió s'atorga cada any al guionista, d’un guió original o bé adaptat, d’una pel·lícula francesa estrenada a França l'any anterior, durant la Cerimònia des Lumières de la premsa internacional.
L’Académie des Lumières, formada per més de 200 periodistes de la premsa internacional, premia cada any les millors pel·lícules des de la 1996.

## Guanyadors i nominats
A les llistes següents, els títols i els noms en negreta amb fons blau són els guanyadors i els destinataris respectivament; els que no estan en negreta són els nominats.

### Dècada del 1990
| Any       | Pel·lícula            | Guionista                                        |
| --------- | --------------------- | ------------------------------------------------ |
| 1996 (1a) | Gazon maudit          | Josiane Balasko                                  |
| 1997 (2a) | Un air de famille     | Cédric Klapisch, Jean-Pierre Bacri i Agnès Jaoui |
| 1998 (3a) | Western               | Manuel Poirier i Jean-François Goyet             |
| 1999 (4a) | El sopar dels idiotes | Francis Veber                                    |

### Dècada del 2000
| Any        | Pel·lícula                            | Guionista                                             |
| ---------- | ------------------------------------- | ----------------------------------------------------- |
| 2000 (5a)  | La Bûche                              | Danièle Thompson i Christopher Thompson               |
| 2001 (6a)  | El gust dels altres                   | Jean-Pierre Bacri i Agnès Jaoui                       |
| 2002 (7a)  | Amélie                                | Jean-Pierre Jeunet i Guillaume Laurant                |
| 2003 (8a)  | Una casa de bojos                     | Cédric Klapisch                                       |
| 2004 (9a)  | Depuis qu'Otar est parti…             | Julie Bertuccelli i Bernard Renucci                   |
| 2005 (10a) | L'Esquive                             | Abdellatif Kechiche                                   |
| 2006 (11a) | Caché                                 | Michael Haneke                                        |
| 2007 (12a) | Dies de glòria                        | Rachid Bouchareb i Olivier Lorelle                    |
| 2007 (12a) | Ets molt guapo                        | Isabelle Mergault                                     |
| 2007 (12a) | L'Ivresse du pouvoir                  | Odile Barski, Claude Chabrol                          |
| 2007 (12a) | Ne le dis à personne                  | Guillaume Canet, Philippe Lefebvre                    |
| 2007 (12a) | La Faute à Fidel                      | Julie Gavras                                          |
| 2008 (13a) | La Chambre des morts                  | Alfred Lot                                            |
| 2008 (13a) | Actrices                              | Valeria Bruni Tedeschi, Agnès De Sacy, Noémie Lvovsky |
| 2008 (13a) | Les Témoins                           | Laurent Guyot, André Téchiné, Viviane Zingg           |
| 2008 (13a) | Ce que mes yeux ont vu                | Laurent de Bartillat, Alain Ross                      |
| 2008 (13a) | Darling                               | Christine Carrière                                    |
| 2009 (14a) | J'ai toujours rêvé d'être un gangster | Samuel Benchetrit                                     |
| 2009 (14a) | Entre les murs                        | François Bégaudeau, Robin Campillo, Laurent Cantet    |
| 2009 (14a) | Séraphine                             | Marc Abdelnour, Martin Provost                        |
| 2009 (14a) | Benvinguts al nord                    | Dany Boon, Alexandre Charlot, Franck Magnier          |
| 2009 (14a) | Louise-Michel                         | Benoît Delépine, Gustave Kervern                      |

### Dècada del 2010
| Any                            | Pel·lícula                                          | Guionista                                                                                    |
| ------------------------------ | --------------------------------------------------- | -------------------------------------------------------------------------------------------- |
| 2010 (15a)                     | Le Père de mes enfants                              | Mia Hansen-Løve                                                                              |
| 2010 (15a)                     | Un profeta                                          | Jacques Audiard, Thomas Bidegain, Abdel Raouf Dafri, Nicolas Peufaillit                      |
| 2010 (15a)                     | EL concert                                          | Alain-Michel Blanc, Héctor Cabello Reyes, Thierry Degrandi, Radu Mihaileanu, Matthew Robbins |
| 2010 (15a)                     | Welcome                                             | Olivier Adam, Emmanuel Courcol, Philippe Lioret                                              |
| 2010 (15a)                     | Rien de personnel                                   | Mathias Gokalp, Nadine Lamari                                                                |
| 2011 (16a)                     | L'escriptor                                         | Robert Harris and Roman Polanski                                                             |
| 2011 (16a)                     | Hors-la-loi                                         | Rachid Bouchareb, Olivier Lorelle                                                            |
| 2011 (16a)                     | Tout ce qui brille                                  | Hervé Mimran, Géraldine Nakache                                                              |
| 2011 (16a)                     | L'Arbre                                             | Julie Bertuccelli                                                                            |
| 2011 (16a)                     | Le Nom des gens                                     | Baya Kasmi, Michel Leclerc                                                                   |
| 2012 (17a)                     | Les neus del Kilimanjaro                            | Jean-Louis Milesi i Robert Guédiguian                                                        |
| 2012 (17a)                     | L'Exercice de l'État                                | Pierre Schoeller                                                                             |
| 2012 (17a)                     | Polisse                                             | Emmanuelle Bercot, Maïwenn                                                                   |
| 2012 (17a)                     | L'Apollonide : Souvenirs de la maison close         | Bertrand Bonello                                                                             |
| 2012 (17a)                     | The Artist                                          | Michel Hazanavicius                                                                          |
| 2013 (18a)                     | De rovell i d'os                                    | Jacques Audiard i Thomas Bidegain                                                            |
| 2013 (18a)                     | Une bouteille à la mer                              | Thierry Binisti, Valérie Zenatti                                                             |
| 2013 (18a)                     | Les Adieux à la reine                               | Benoît Jacquot, Gilles Taurand                                                               |
| 2013 (18a)                     | Camille redouble                                    | Florence Seyvos, Maud Ameline, Pierre-Olivier Mattei                                         |
| 2013 (18a)                     | Holy Motors                                         | Leos Carax                                                                                   |
| 2014 (19a)                     | La Venus de les pells                               | David Ives and Roman Polanski                                                                |
| 2014 (19a)                     | Arrêtez-moi                                         | Jean-Paul Lilienfeld                                                                         |
| 2014 (19a)                     | Camille Claudel 1915                                | Bruno Dumont                                                                                 |
| 2014 (19a)                     | Quai d'Orsay                                        | Bertrand Tavernier                                                                           |
| 2014 (19a)                     | Le Passé                                            | Asghar Farhadi                                                                               |
| 2014 (19a)                     | La Marche                                           | Nabil Ben Yadir                                                                              |
| 2014 (19a)                     | 9 Mois ferme                                        | Albert Dupontel                                                                              |
| 2015 (20a)                     | Déu meu, però què t'hem fet?                        | Philippe de Chauveron i Guy Laurent                                                          |
| 2015 (20a)                     | Hippocrate                                          | Thomas Lilti, Julien Lilti, Baya Kasmi i Pierre Chosson                                      |
| 2015 (20a)                     | Connexió Marsella                                   | Audrey Diwan i Cédric Jimenez                                                                |
| 2015 (20a)                     | Elle l'adore                                        | Jeanne Herry i Gaëlle Macé                                                                   |
| 2015 (20a)                     | Saint Laurent                                       | Thomas Bidegain i Bertrand Bonello                                                           |
| 2015 (20a)                     | La família Bélier                                   | Stanislas Carré de Malberg i Victoria Bedos                                                  |
| 2016 (21a)                     |                                                     |                                                                                              |
| Fatima                         | Philippe Faucon                                     |                                                                                              |
| La Belle Saison                | Catherine Corsini i Laurette Polmanss               |                                                                                              |
| Trois souvenirs de ma jeunesse | Arnaud Desplechin i Julie Peyr                      |                                                                                              |
| Mustang                        | Deniz Gamze Ergüven i Alice Winocour                |                                                                                              |
| Marguerite                     | Xavier Giannoli                                     |                                                                                              |
| Vingt et une nuits avec Pattie | Arnaud i Jean-Marie Larrieu                         |                                                                                              |
| 2017 (22a)                     |                                                     |                                                                                              |
| La vida d'en Carbassó          | Céline Sciamma                                      |                                                                                              |
| Elle                           | David Birke                                         |                                                                                              |
| Les Ogres                      | Léa Fehner, Catherine Paillé and Brigitte Sy        |                                                                                              |
| Le ciel attendra               | Emilie Frèche and Marie-Castille Mention-Schaar     |                                                                                              |
| Rester vertical                | Alain Guiraudie                                     |                                                                                              |
| Frantz                         | François Ozon                                       |                                                                                              |
| 2018 (23a)                     |                                                     |                                                                                              |
| 120 Battements par minute      | Robin Campillo i Philippe Mangeot                   |                                                                                              |
| Orpheline                      | Christelle Berthevas i Arnaud des Pallières         |                                                                                              |
| Ens veurem allà dalt           | Albert Dupontel i Pierre Lemaitre                   |                                                                                              |
| En attendant les hirondelles   | Karim Moussaoui i Maud Ameline                      |                                                                                              |
| C'est la vie                   | Éric Toledano i Olivier Nakache                     |                                                                                              |
| 2019 (24a)                     |                                                     |                                                                                              |
| En liberté !                   | Pierre Salvadori, Benoît Graffin i Benjamin Charbit |                                                                                              |
| Les Chatouilles                | Andréa Bescond i Eric Métayer                       |                                                                                              |
| En bones mans                  | Jeanne Herry                                        |                                                                                              |
| Ments brillants                | Thomas Lilti                                        |                                                                                              |
| Mademoiselle de Joncquières    | Emmanuel Mouret                                     |                                                                                              |

### Dècada del 2020
| Any        | Pel·lícula                            | Guionista                                   |
| ---------- | ------------------------------------- | ------------------------------------------- |
| 2020 (25a) | Els miserables                        | Ladj Ly, Giordano Gederlini, Alexis Manenti |
| 2020 (25a) | Els consells de l'Alice               | Nicolas Pariser                             |
| 2020 (25a) | La Belle Époque                       | Nicolas Bedos                               |
| 2020 (25a) | Gràcies a Déu                         | François Ozon                               |
| 2020 (25a) | L'oficial i l'espia                   | Robert Harris, Roman Polanski               |
| 2021 (26a) | La noia del braçalet                  | Stéphane Demoustier                         |
| 2021 (26a) | Josep                                 | Jean-Louis Milesi                           |
| 2021 (26a) | Les coses que diem, les coses que fem | Emmanuel Mouret                             |
| 2021 (26a) | Antoinette dans les Cévennes          | Caroline Vignal                             |
| 2021 (26a) | Entre nosaltres                       | Filippo Meneghetti, Malysone Bovarasmy      |
| 2022 (27a) | Les il·lusions perdudes               | Xavier Giannoli                             |
| 2022 (27a) | La Fracture                           | Catherine Corsini                           |
| 2022 (27a) | Madeleine Collins                     | Antoine Barraud                             |
| 2022 (27a) | Onoda: 10.000 nits a la jungla        | Arthur Harari, Vincent Poymiro              |
| 2022 (27a) | Une histoire d'amour et de désir      | Leyla Bouzid                                |
| 2023 (28a) | La nit del 12                         | Dominik Moll, Gilles Marchand               |
| 2023 (28a) | L'Innocent                            | Louis Garrel, Tanguy Viel                   |
| 2023 (28a) | Les enfants des autres                | Rebecca Zlotowski                           |
| 2023 (28a) | Saint Omer                            | Alice Diop, Marie NDiaye, Amrita David      |
| 2023 (28a) | Dialogant amb la vida                 | Christophe Honoré                           |
| 2024 (29a) | Anatomia d'una caiguda                | Justine Triet, Arthur Harari                |
| 2024 (29a) | Le Règne animal                       | Thomas Cailley                              |
| 2024 (29a) | Le Procès Goldman                     | Cédric Kahn, Nathalie Hertzberg             |
| 2024 (29a) | Le Ravissement                        | Iris Kaltenbäck                             |
| 2024 (29a) | Yannick                               | Quentin Dupieux                             |
| 2025 (30a) | Emilia Pérez                          | Jacques Audiard                             |
| 2025 (30a) | Miséricorde                           | Alain Guiraudie                             |
| 2025 (30a) | L'Histoire de Souleymane              | Boris Lojkine i Delphine Agut               |
| 2025 (30a) | Les Fantômes                          | Jonathan Millet i Florence Rochat           |
| 2025 (30a) | Quand vient l'automne                 | François Ozon                               |